# Schlaubetal-Wanderweg
Der Schlaubetal Wanderweg ist ein Wanderweg im brandenburgischen Landkreis Oder-Spree rund 80 km südöstlich von Berlin. Der Weg ist rund 25 Kilometer lang und führt entlang der Schlaube flussaufwärts durch das Schlaubetal und den gleichnamigen Naturpark.
Der Startpunkt des Wanderweges liegt in Müllrose am Großen Müllroser See. Entlang des Weges liegen viele Sehenswürdigkeiten, hauptsächlich ehemalige Mühlen, die eng mit der Geschichte der Region verbunden sind. Das Ende des Weges befindet sich im südlichen Ende des Wirchensee, unweit des Quellgebietes der Schlaube. Der Wanderweg kann in beide Richtungen begangen werden. An beiden Enden bestehen Verbindungen zum öffentlichen Nahverkehr.
Der Weg wurde im Dezember 2017 vom Deutschen Wanderverband als Qualitätsweg – Traumtour Wanderbares Deutschland wiederholt ausgezeichnet.

## Sehenswürdigkeiten
- Die Stadt Müllrose gilt als das „Tor zu Schlaubetal“ und liegt als staatlich anerkannter Erholungsort zwischen dem Kleinen Müllroser See und Großen Müllroser See. Zahlreiche Radwanderwege wie etwa der Europaradweg R1 führen an der Stadt entlang.

- Die Ragower Mühle, eine Wassermühle aus dem 16. Jahrhundert, ist als technisches Denkmal erhalten geblieben und kann im Rahmen von Mühlführungen besichtigt werden kann.[4][5][6]

- Im Kupferhammer, einer Mühle aus dem 16. Jahrhundert, wurde in früheren Zeiten Kupfer verarbeitet. Leider ist der Betrieb als Gasthaus eingestellt worden.

- Das Forsthaus Siehdichum verdankte seinen Namen angeblich einem Schild mit der Aufschrift „Sieh dich um!“, mit dem um Vorsicht im angrenzenden Sumpf- und Moorgebiet gemahnt wurde. Eine andere Version für diese Namensgebung ist auf die Nutzung dieses Hügels als Sommerresidenz der Äbte des Klosters Neuzelle zurückzuführen, der damals nicht so bewaldet war wie heute und einen Rundumblick über das Schlaubetal erlaubte. Später gehörte das Forsthaus der Stasi, so dass der Name auch hier passte. Heute ist das Haus ein Hotel, welches idyllisch zwischen Hammersee und Kleinen Schinkensee liegt.[7] Ein 27 m hoher Schwarznussbaum und andere exotische Bäume zeugen von der Arbeit des Oberförster Reuter Ende des 19. Jahrhunderts und können heute besichtigt werden.[8]

- Die Bremsdorfer Mühle ist eine Mahlmühle aus dem 16. Jahrhundert, die im 19. Jahrhundert zu einer Walkmühle ausgebaut wurde. Heute ist die Mühle, bei der nur noch das Mühlrad funktionstüchtig existiert, ein Restaurant.

- Die Kieselwitzer Mühle ist eine Mahlmühle aus dem 15. Jahrhundert, die im 20. Jahrhundert zu einer Gaststätte umgebaut wurde. Heute werden im ehemaligen Mühlteich Forellen gezüchtet.